# Габршка Гора
Габршка Гора (словен. Gabrška Gora) — поселення в общині Шкофя Лока, Горенський регіон, Словенія. Висота над рівнем моря: 861,8 м.